# Хорхе Кісслінг
Хорхе Кісслінг (ісп. Jorge Kissling; 10 березня 1940 — 28 квітня 1968) — аргентинський автогонщик та мотогонщик, учасник чемпіонату світу з шосейно-кільцевих мотогонок серії MotoGP. Загинув під час автомобільних змагань у Буенос-Айресі.

## Кар'єра
Уродженець Буенос-Айреса Хорхе Кісслінг був успішним мотогонщиком, відомим своїми виступами в Аргентині, Європі та США. Він виграв дебютний Гран-Прі Аргентини в класі 500сс. У середині 1960-х він переключився на автомобільні гонки. Хорхе Кісслінг і його брат Рауль були висхідними зірками аргентинського автоспорту. Вони стали фаворитами у формулі-4, також відомій як Mini-Juniors — новій категорії для малих одномісних автомобілів, яка була створена у 1965 році, вигравши ряд гонок. Хорхе Кісслінг виграв чемпіонат Формули-4 в 1966 році, після чого перейшов у змагання дорожніх гонок. Він брав участь також у чемпіонаті Аргентини 1967 року з Формули-3, керуючи застарілим автомобілем BWA.
Хорхе Кісслінг дебютував в серії Turismo Carretera тільки в 1968 році саме на п'ятому етапі, який виявився фатальним. Він замінив Бенедікто Калдареллу, який залишив команду Хорхе Купейро за кілька тижнів до гонки. Його штурман Енріке Дюплан, більш відомий як "Кіке", вперше виступав разом з Кісслінгом. На початку сезону він хотів працювати в команді лише на посаді механіка, але після наполягання Хорхе, погодився їхати разом з ним.

### Загибель
Хорхе Кісслінг загинув під час п'ятого етапу популярної аргентинської серії автогонок Turismo Carretera, що відбувався у неділю, 28 квітня 1968 року і був затьмарений великою кількістю аварій, в результаті чого загинуло вісім людей: п'ять гонщиків та три глядачі, ще двадцять шість було травмовано. Змагання проходили по дорогам загального користування в два кола. Майже 95 з 343 км шляху проходили по гравійних дорогах, інші — на асфальті. Директором гонки виступав Хуан Мануель Фанхіо.
Аварія, в якій загинув Хорхе, сталася на гравійній дорозі в районі села Тамангуеву (ісп. Tamangueyú). Кісслінг і його штурман Енріке "Кіке" Дюплан, керуючи світло-синьою IKA Torino 380W під номером 102, розбились. Автомобіль перевернувся і загорівся, обидва чоловіки загинули практично миттєво. Ходили чутки, що це було викликано зламаною рульовою колонкою.

### Статистика виступів у MotoGP
| Сезон  | Клас   | Мотоцикл  | Гонки | Перемоги | Подіуми | Очки | Місце |
| ------ | ------ | --------- | ----- | -------- | ------- | ---- | ----- |
| 1961   | 500сс  | Matchless | 1     | 1        | 1       | 8    | 7     |
| 1962   | 125сс  | DKW       | 2     | 0        | 1       | 7    | 8     |
| 1963   | 500сс  | Norton    | 1     | 0        | 1       | 6    | 9     |
| Всього | Всього | Всього    | 4     | 1        | 3       | 21   |       |